# Egao no Taenai Shokuba Desu
Egao no Taenai Shokuba Desu (笑顔のたえない職場です。?) es una serie de manga japonesa escrita e ilustrada por Kuzushiro. Inicialmente se publicó como un one-shot publicado en la revista de manga josei de Kōdansha, Kiss, en febrero de 2019. Más tarde, comenzó a serializarse en el sitio web de manga Comic Days de Kōdansha en mayo de 2019. Una adaptación televisiva de la serie de anime producida por Voil se estrenará en octubre de 2025.

## Personajes
Nana Futami (双見奈々 Futami Nana?)
 Seiyū: Yūko Natsuyoshi
Kaede Satō (佐藤楓 Satō Kaede?)
 Seiyū: Sora Amamiya
Mizuki Hazama (間瑞希 Hazama Mizuki?)
 Seiyū: Miku Itō
Arisa Nashida (梨田ありさ Nashida Arisa?)
 Seiyū: Yū Kobayashi
Toko Kakunodate (角館塔子 Kakunodate Toko?)
 Seiyū: Eriko Matsui
Nekonote (ねこのて?)
 Seiyū: Miharu Hanai
Shiori Asakura (浅倉 栞 Asakura Shiori?)
 Seiyū: Iori Saeki
Ren Takizawa (滝沢 蓮 Takizawa Ren?)
 Seiyū: Mamiko Noto
Wakako Tatsunami (立浪 和歌子 Tatsunami Wakako?)
 Seiyū: Kikuko Inoue

## Contenido de la obra

### Manga
Egao no Taenai Shokuba Desu está escrita e ilustrada por Kuzushiro y fue inicialmente se publicó como un one-shot en la revista de manga josei Kiss de Kōdansha el 25 de febrero de 2019. Más tarde comenzó a serializarse en el sitio web de manga Comic Days de Kodansha el 18 de mayo del mismo año. Sus capítulos se han recopilado en doce volúmenes tankōbon a partir de abril de 2025.
| Volúmenes de manga publicados | Volúmenes de manga publicados | Volúmenes de manga publicados |
| Número                        | Fecha de lanzamiento          | ISBN                          |
| ----------------------------- | ----------------------------- | ----------------------------- |
| 1                             | 25 de diciembre de 2019       | ISBN 978-4-06-517985-7        |
| 2                             | 14 de octubre de 2020         | ISBN 978-4-06-521055-0        |
| 3                             | 14 de abril de 2021           | ISBN 978-4-06-522939-2        |
| 4                             | 20 de octubre de 2021         | ISBN 978-4-06-525090-7        |
| 5                             | 18 de marzo de 2022           | ISBN 978-4-06-527108-7        |
| 6                             | 20 de septiembre de 2022      | ISBN 978-4-06-527108-7        |
| 7                             | 20 de marzo de 2023           | ISBN 978-4-06-531076-2        |
| 8                             | 18 de agosto de 2023          | ISBN 978-4-06-532700-5        |
| 9                             | 18 de enero de 2024           | ISBN 978-4-06-534303-6        |
| 10                            | 19 de junio de 2024           | ISBN 978-4-06-535921-1        |
| 11                            | 20 de noviembre de 2024       | ISBN 978-4-06-537615-7        |
| 12                            | 18 de abril de 2025           | ISBN 978-4-06-539234-8        |

### Anime
Se anunció una adaptación televisiva de la serie de anime el 18 de enero de 2024. La serie está producida por Voil y dirigida por Kaoru Suzuki, con Mio Inoue a cargo de la composición de la serie, Kana Miyai diseñando los personajes y Kei Haneoka y Hironori Doi componiendo la música. Está previsto su estreno en octubre de 2025 en Tokyo MX y otras cadenas. El tema de apertura es "Zettai Shōsan!" interpretado por HoneyWorks con HaKoniwalily, mientras que el tema de cierre es "Thankful" interpretado por Sizuk.